# جان کارسون (بازیگر)
جان کارسون (انگلیسی: John Carson؛ زادهٔ ۲۸ فوریهٔ ۱۹۲۷) یک هنرپیشه اهل انگلستان بود.

## بخشی از فیلمشناسی
از فیلم‌ها یا برنامه‌های تلویزیونی که وی در آن نقش داشته‌است می‌توان به آثار زیر اشاره کرد.
- تهران (۱۹۴۶)
- دامبی و پسر (۱۹۶۹)
- اوپنهایمر (۱۹۸۰)
- خواب آفریقا رو دیدم (۲۰۰۰)
- آیوانهو (مجموعه تلویزیونی)
- ارتش سری
- دکتر هو
- پوآرو (فصل اول)